# Siège de Valenciennes (1677)
Pour les articles homonymes, voir Siège de Valenciennes.
Guerre de Hollande
Batailles
- Groenlo (06-1672)
- Solebay (06-1672)
- Coevorden (06-1672)
- Nimègue(07-1672)
- Groningue (07-1672)
- Saint-Lothain (02-1673)
- Schooneveld (1re) (06-1673)
- Maastricht (06-1673)
- Schooneveld (2de) (06-1673)
- Texel (08-1673)
- Bonn (11-1673)
- Arcey (01-1674)
- Pesmes (02-1674)
- Gray (02-1674)
- Scey-sur-Saône (03-1674)
- Chariez (03-1674)
- Vesoul (03-1674)
- Arbois (03-1674)
- Orgelet (03-1674)
- Besançon (04-1674)
- Dole (05-1674)
- Sinsheim (06-1674)
- Salins (06-1674)
- Belle-Île (06-1674)
- Lure (07-1674)
- Faucogney (07-1674)
- Sainte-Anne (07-1674)
- Fort-Royal (07-1674)
- Seneffe (08-1674)
- Entzheim (10-1674)
- Mulhouse (12-1674)
- Turckheim (01-1675)
- Stromboli (02-1675)
- Fehrbellin (06-1675)
- Salzbach
- Consarbrück
- Alicudi
- Agosta
- Palerme
- Maastricht
- Philippsburg
- Valenciennes
- Cambrai
- Saint-Omer
- Tobago
- La Peene (Cassel)
- Ypres
- Rheinfelden (07-1678)
- Saint-Denis

Le siège de Valenciennes eut lieu entre le mois de novembre 1676 et le 17 mars 1677, pendant la guerre de Hollande.

## Contexte

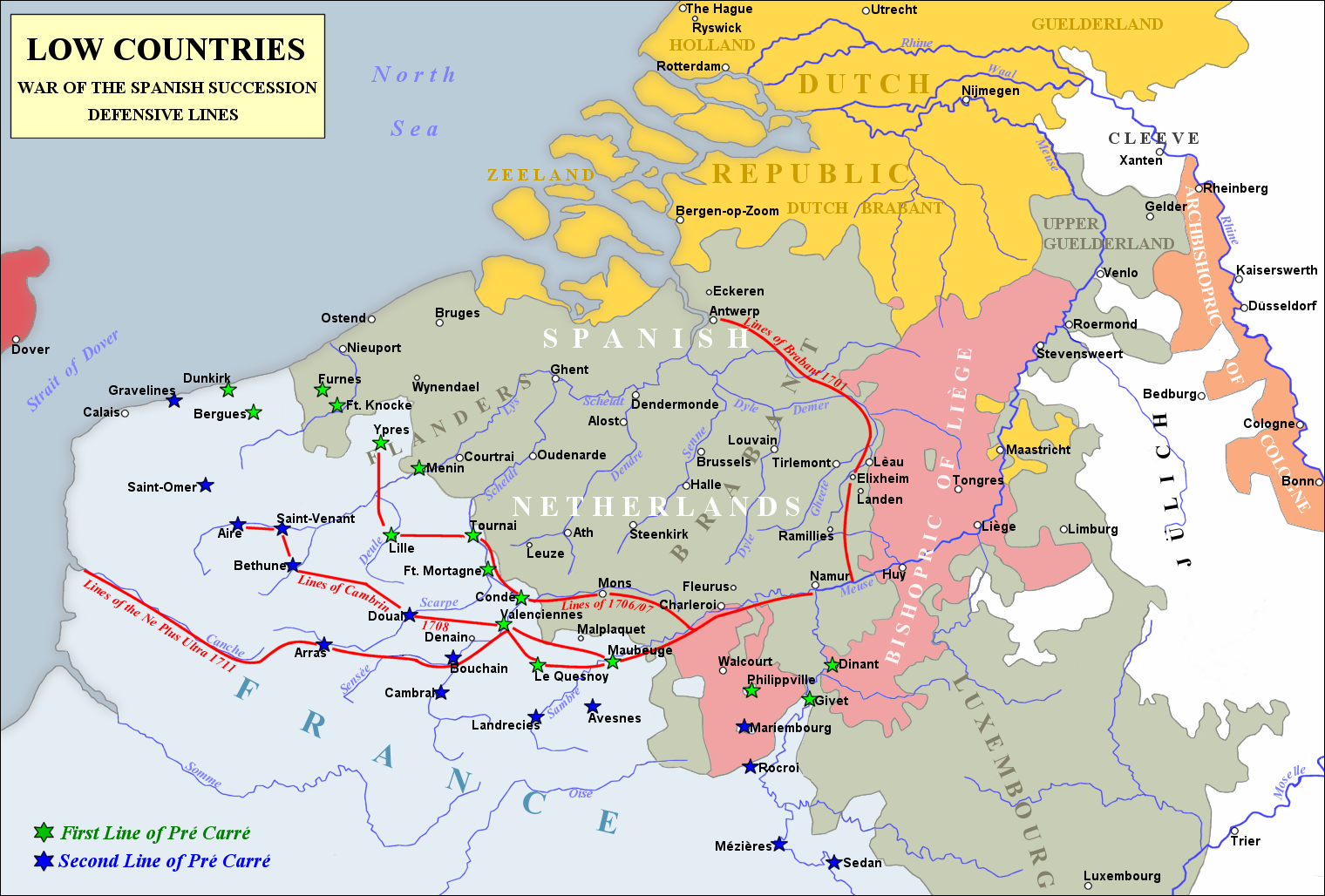
Après 1675, la stratégie française en Flandre était largement dictée par la ligne de forteresses de la frontière de fer de Vauban.

À la mort de Turenne à la bataille de Salzbach, l'armée française bat en retraite et repasse le Rhin. Louis XIV nomme Louis II de Bourbon-Condé pour le remplacer. Celui-ci parvient à stopper l'avance de Montecuccoli, et fait lever les sièges de Haguenau et de Saverne. Mais tourmenté par la goutte, le Grand Condé se retire à Chantilly pour prendre sa retraite, imité en cela par Montecuccoli. Louis XIV n'en continue pas moins sa lutte contre le Saint Empire, l'Espagne et la Hollande et fort des derniers succès, assiste en personne à la guerre et à la prise de Condé et de Bouchain.

## Préparatifs
En novembre 1676, Louvois met le siège devant la ville. Afin d'ôter l'envie aux Espagnols de prêter main-forte à Valenciennes, des troupes font le siège de Saint-Omer et de Cambrai. Valenciennes est bien fortifiée, les abords ont été inondés, la garnison semble prête à attendre les renforts qui ne manqueront pas d'arriver.
Devant Valenciennes, Louis XIV est accompagné de son frère et des maréchaux d'Humières, Schomberg, La Feuillade, Luxembourg et de Lorges, qui commandent chacun leur jour. Vauban aussi était là, qui commandait toutes les opérations.
L'usage est de n'attaquer les bastions, demi-lunes et autres ouvrages, que de nuit, afin de ne pas être aperçu de l'ennemi. Toutefois, contre l'avis des maréchaux, et pour le plus grand étonnement du roi, Vauban préconise une attaque de jour, pour créer la surprise et ne pas laisser à l'ennemi le temps de récupérer d'une nuit de veille.

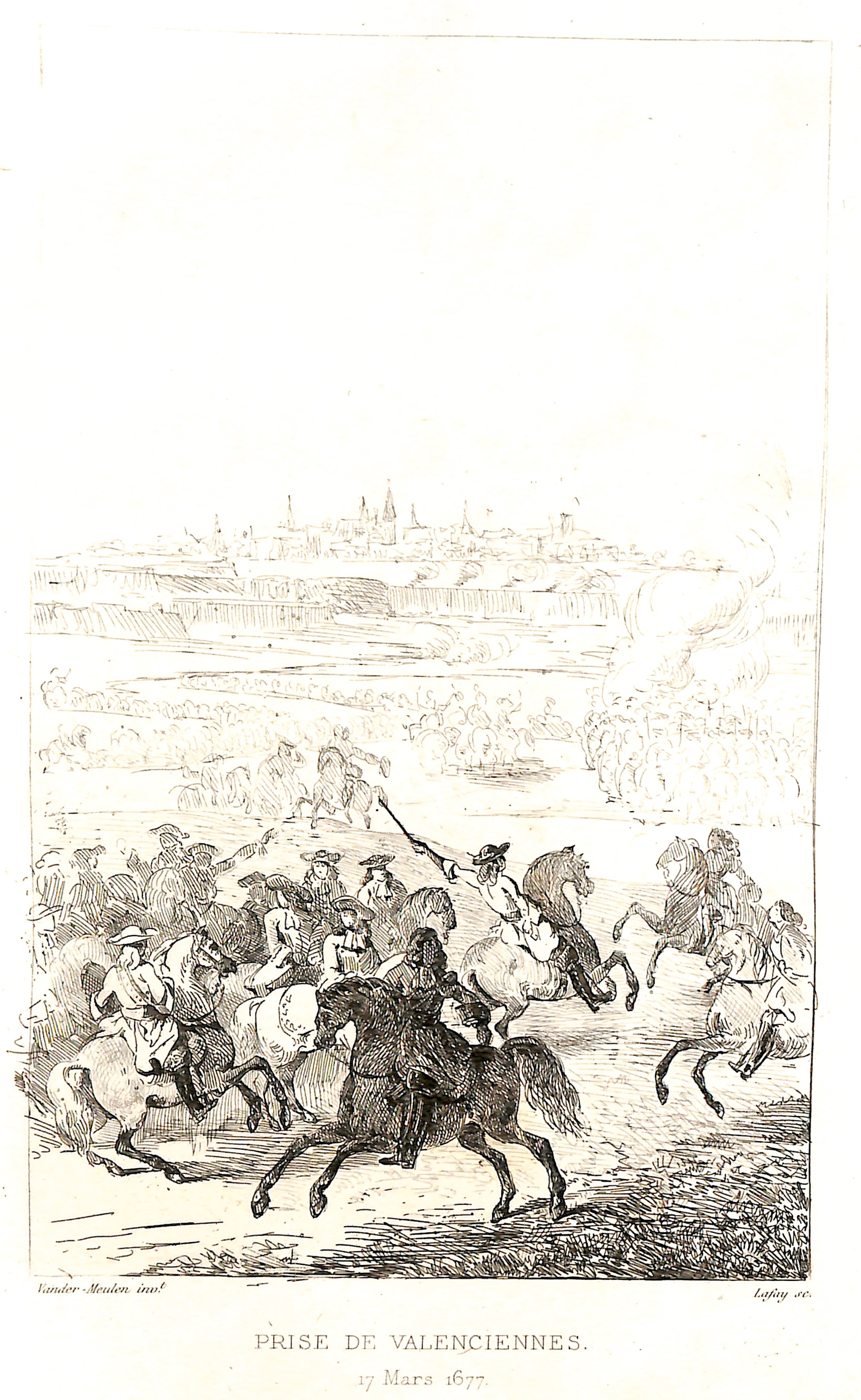
Gravure à l'eau-forte par Prosper Lafaye en 1835 d'après le tableau d'Adam-François Van der Meulen

## L'assaut
Le 17 mars, à 9 heures du matin, deux compagnies de Mousquetaires, une centaine de grenadiers, un bataillon des gardes, un du régiment de Picardie, lancent l'assaut sur la fortification dite du Grand Couronné. La surprise est totale, les défenseurs se repliant sans pouvoir freiner l'avancée des troupes françaises. Les soldats français pénètrent dans la forteresse et parviennent à baisser le pont-levis qui relie l'ouvrage aux autres. L'armée française investit les fortifications et progresse de retranchement en retranchement, à la suite des assiègés.
Avant que le roi ne soit informé que le premier ouvrage est tombé, les mousquetaires sont déjà dans la ville et progressent de maison en maison. Le conseil de la ville s'assemble et envoie des députés auprès du roi. Celui-ci fait prisonnière toute la garnison et, encore étonné d'en être maître, entre dans Valenciennes.